# Олдтаун (Айдахо)
Олдтаун (англ. Oldtown) — місто в окрузі Боннер, штат Айдахо, США. Згідно з переписом 2010 року населення становило 184 особи, що на 6 осіб менше, ніж 2000 року. 

## Географія
Лежить на річці Панд-Орей одразу на схід біля міста Ньюпорт. Між цими двома містами немає жодних природних чи штучних бар'єрів, а лише прямий кордон між штатами. Таким чином Олдтаун затиснутий між цим кордоном на заході і річкою на сході.
Олдтаун розташований за координатами 48°11′4″ пн. ш. 117°1′18″ зх. д. / 48.18444° пн. ш. 117.02167° зх. д. (48.184323, -117.021796).  За даними Бюро перепису населення США в 2010 році місто мало площу 2,14 км², з яких 2,12 км² — суходіл та 0,02 км² — водойми.

## Демографія

### Перепис 2010 року
Згідно з переписом 2010 року, у місті проживало 184 особи у 80 домогосподарствах у складі 47 родин. Густота населення становила 86,6 особи/км². Було 109 помешкань, середня густота яких становила 51,3/км². Расовий склад міста: 98,4 % білих, 0,5 % афроамериканців, 0,5 % інших рас, а також 0,5 % людей, які зараховують себе до двох або більше рас. Іспанці та латиноамериканці незалежно від раси становили 2,7 % населення.
Із 80 домогосподарств 35,0 % мали дітей віком до 18 років, які жили з батьками; 32,5 % були подружжями, які жили разом; 18,8 % мали господиню без чоловіка; 7,5 % мали господаря без дружини і 41,3 % не були родинами. 35,0 % домогосподарств складалися з однієї особи, у тому числі 10 % віком 65 і більше років. У середньому на домогосподарство припадало 2,30 мешканця, а середній розмір родини становив 2,87 особи.
Середній вік жителів міста становив 41,1 року. Із них 25 % були віком до 18 років; 3,8 % — від 18 до 24; 25,4 % від 25 до 44; 30,4 % від 45 до 64 і 15,2 % — 65 років або старші. Статевий склад населення: 49,5 % — чоловіки і 50,5 % — жінки.
Середній дохід на одне домашнє господарство  становив 37 046 доларів США (медіана — 33 269), а середній дохід на одну сім'ю — 44 902 долари (медіана — 34 500). Медіана доходів становила 41 136 доларів для чоловіків та 38 125 доларів для жінок. За межею бідності перебувало 38,7 % осіб, у тому числі 54,5 % дітей у віці до 18 років та 23,1 % осіб у віці 65 років та старших.
Цивільне працевлаштоване населення становило 67 осіб. Основні галузі зайнятості: виробництво — 22,4 %, науковці, спеціалісти, менеджери — 16,4 %, сільське господарство, лісництво, риболовля — 16,4 %.

### Перепис 2000 року
Згідно з переписом 2000 року, у місті проживало 190 осіб у 81 домогосподарстві в складі 46 родин. Густота населення становила 319,0 особи/км². Було 100 помешкань, середня густота яких становила 167,9/км². Расовий склад міста: 93,68 % білих, 3,16 % індіанців і 3,16 % людей, які зараховують себе до двох або більше рас. Іспанці та латиноамериканці незалежно від раси становили 2,11 % населення.
Із 81 домогосподарства 27,2 % мали дітей віком до 18 років, які жили з батьками; 42,0 % були подружжями, які жили разом; 12,3 % мали господиню без чоловіка, і 42,0 % не були родинами. 34,6 % домогосподарств складалися з однієї особи, у тому числі 12,3 % віком 65 і більше років. У середньому на домогосподарство припадало 2,35 мешканця, а середній розмір родини становив 3,00 особи.
Віковий склад населення: 26,8 % віком до 18 років, 8,9 % від 18 до 24, 30,0 % від 25 до 44, 18,9 % від 45 до 64 і 15,3 % років і старші. Середній вік жителів — 38 року. Статевий склад населення: 47,9 % — чоловіки і 52,1 % — жінки.
Середній дохід домогосподарств у місті становив US$23 542, родин — $23 125. Середній дохід чоловіків становив $26 250 проти $10 625 у жінок. Дохід на душу населення в місті був $11 893. Приблизно 21,6 % родин і 22,4 % населення перебували за межею бідності, включаючи 23,5 % віком до 18 років і 6,3 % від 65 і старших.